# Joguina nicobarica
Joguina nicobarica är en insektsart som först beskrevs av Brauer 1864.  Joguina nicobarica ingår i släktet Joguina och familjen guldögonsländor. Inga underarter finns listade i Catalogue of Life.